# Рјуџи Мичики
Рјуџи Мичики (јап. 路木 龍次; 25. август 1973) бивши је јапански фудбалер.

## Каријера
Током каријере је играо за Санфрече Хирошима, Јокохама Ф. Маринос, Урава Ред Дајмондс и многе друге клубове.

## Репрезентација
За репрезентацију Јапана дебитовао је 1996. године. За тај тим је одиграо 4 утакмице.

## Статистика
| Јапан  | Јапан   | Јапан  |
| Година | Наступи | Голови |
| ------ | ------- | ------ |
| 1996.  | 1       | 0      |
| 1997.  | 3       | 0      |
| Укупно | 4       | 0      |